# セルフ Documentary of 日向坂46
『セルフ Documentary of 日向坂46』（セルフドキュメンタリーオブひなたざかフォーティーシックス）は、2019年9月29日から2020年2月23日・2022年6月26日・同年7月17日、TBSチャンネル1で放送された女性アイドルグループ日向坂46のドキュメンタリー番組である。

## 概要
各回、3人のメンバーが出演して2人がインタビュアーとなり、1人にインタビュー。ローテーションを繰り返しながら、1人に焦点を当てメンバー同士で個々の持ち味や本質を詳しく追求するセルフドキュメンタリーである。心許せる同じグループの仲間だからこそ、本心や素顔などを聞き出していく。日々のグループ活動であるライブや握手会、撮影現場にもカメラが密着し、オンオフする姿も追った。仲間同士のインタビューと仕事場に密着した映像から、最も躍進している日向坂46の実像や魅了する理由も紹介する。
2022年には、ドキュメンタリー映画第2弾『希望と絶望 その涙を誰も知らない』の公開を記念し、2019・2020年放送時には未出演であったメンバー4人に焦点を当てた、約2年4か月ぶりとなる新作が放送された。放送に伴い、同年6月25日・翌26日に2度に分けて、過去に放送された全6回の再放送が行われた。

## 放送日程
| 回 | 放送日         | 放送内容 | 出演者                       |
| -- | -------------- | --- | ---------------------------- |
| 1  | 2019年 9月29日 | キャプテンという役割に見出した存在理由に涙…？ 過去から最新の密着映像でこれまでの道のりと現在の思いも伝える。                                                 | 佐々木久美 高本彩花 東村芽依 |
| 2  | 10月27日       | 1期生が2期生に伝えたい感謝の言葉とは。 高瀬が卒業した“親友”柿崎芽実にエール。ハッピーオーラは何を意味する⁉︎                                                   | 潮紗理菜 高瀬愛奈 宮田愛萌   |
| 3  | 11月24日       | 日向坂46デビュー当時、センターの小坂が苦悩したこととは？ 互いが胸の内を明かし、絆深まる1時間。                                                               | 金村美玖 小坂菜緒 上村ひなの |
| 4  | 12月29日       | それぞれが涙と共に明かした本音と過去。 最新の密着映像も交え、彼女たちの知られざる素顔に迫る。                                                                | 富田鈴花 松田好花 渡邉美穂   |
| 5  | 2020年 1月26日 | 1期生としてグループを支え続けてきた3人だからこそ言い合えた 心の内を密着映像と合わせてお届け。                                                                | 加藤史帆 齊藤京子 佐々木美玲 |
| 6  | 2月23日        | “愛されキャラ”河田の素顔や丹生の意外な一面が明らかに⁉︎ 活動復帰した濱岸が流した涙の理由とは…。                                                                | 河田陽菜 丹生明里 濱岸ひより |
| 7  | 2022年 6月26日 | 研修生を経て、新3期生として加入し、共に過ごしてきた3人が これまでの苦悩や喜びを分かち合い、ときに涙を流す。                                                  | 髙橋未来虹 森本茉莉 山口陽世 |
| 8  | 7月17日        | 一人出演の特別編。影山が行きたい場所を訪れ、加入前の幼少期やけやき坂46時代等、 これまでの道のりやグループの節目を振り返り、心に秘めた思いを…。               | 影山優佳                     |
| 9  | 2023年 7月22日 | 四期生編を全4回でお届け！80分拡大版の初回は、平尾帆夏、平岡海月、山下葉留花がセルフインタビュー。 四期生のメンバーが共通で抱える“ある想い”について語り合う。 | 平尾帆夏 平岡海月 山下葉留花 |